# グレトナFC
グレトナFC（Gretna Football Club）は、かつて存在したスコットランドのサッカークラブ。グレトナを本拠地とし、2007-08シーズンにスコティッシュ・プレミアリーグに初昇格したが、財政破綻により2008年に消滅。

## 概要
グレトナには19世紀にグレトナ・グリーンFCというアマチュアチームが存在したが、1920年代までに破産した。1946年にグレトナFC創設。しかし、スコットランドを本拠地とするチームでありながらイングランドサッカー協会が管轄するリーグに所属。グレトナがスコットランドとイングランドの境界に位置することによる。1990年代にはFAカップにも出場した。
2002年、財政問題で消滅したエアードリオニアンズFCの後を受けスコットランドのリーグに所属。2005-06シーズンには実質3部リーグ所属ながら国内カップ戦スコティッシュカップ決勝に進出。決勝ではハーツにPK戦で敗れたものの、ハーツがすでにチャンピオンズリーグ出場権を得ていたため、3部リーグのチームとして初めてUEFAカップ出場権を獲得した（アイルランドのデリー・シティFCに1-5、2-2で敗退）。
2006-07シーズンにスコティッシュ・フットボールリーグ1部で優勝し、スコティッシュ・プレミアリーグに初昇格した。
地元グレトナのレイデイル・パークは収容人数2,500人と少ないため、スコティッシュ・プレミアリーグに昇格した2007-08シーズンはマザーウェルFCのホームスタジアムであるファー・パークを使用していた。
なお、グレトナを本拠地とするクラブとして、「Gretna F.C. 2008」がある。

## タイトル

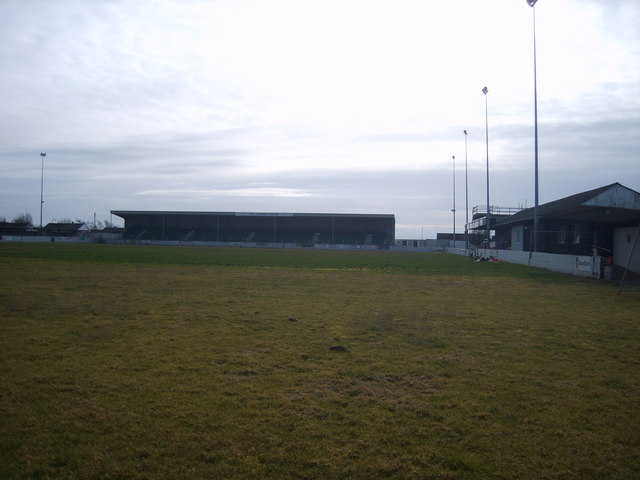
レイデイル・パーク

### 国内タイトル
- スコティッシュ・フットボールリーグ・ファーストディビジョン：1回
  - 2006-07
- スコティッシュ・フットボールリーグ・セカンドディビジョン：1回
  - 2005-06
- スコティッシュ・フットボールリーグ・サードディビジョン：1回
  - 2004-05

### 国際タイトル
- なし

## 過去の成績
| シーズン | ディビジョン | ディビジョン | ディビジョン | ディビジョン | ディビジョン | ディビジョン | ディビジョン | ディビジョン | ディビジョン | カップ    | リーグカップ | チャレンジカップ |
| シーズン | リーグ       | 試           | 勝           | 分           | 敗           | 得           | 失           | 点           | 順位         | カップ    | リーグカップ | チャレンジカップ |
| -------- | ------------ | ------------ | ------------ | ------------ | ------------ | ------------ | ------------ | ------------ | ------------ | --------- | ------------ | ---------------- |
| 2002-03  | SFL 3        | 36           | 11           | 12           | 13           | 50           | 50           | 45           | 6位          | 3回戦敗退 | 1回戦敗退    | 1回戦敗退        |
| 2003-04  | SFL 3        | 36           | 20           | 8            | 8            | 59           | 39           | 68           | 3位          | 3回戦敗退 | 1回戦敗退    | 1回戦敗退        |
| 2004-05  | SFL 3        | 36           | 32           | 2            | 2            | 130          | 29           | 98           | 1位          | 3回戦敗退 | 1回戦敗退    | 準々決勝敗退     |
| 2005-06  | SFL 2        | 36           | 28           | 4            | 4            | 97           | 30           | 88           | 1位          | 準優勝    | 2回戦敗退    | 1回戦敗退        |
| 2006-07  | SFL 1        | 36           | 19           | 9            | 8            | 70           | 40           | 66           | 1位          | 4回戦敗退 | 3回戦敗退    | 準々決勝敗退     |
| 2007-08  | SPL          | 38           | 5            | 8            | 25           | 32           | 83           | 13           | 12位         | 4回戦敗退 | 3回戦敗退    |                  |

## 欧州の成績
| シーズン | 大会       | ラウンド  | 対戦相手       | ホーム | アウェー | 合計 |  |
| -------- | ---------- | --------- | -------------- | ------ | -------- | ---- |  |
| 2006-07  | UEFAカップ | 予選2回戦 | デリー・シティ | 1-5    | 2-2      | 3-7  |  |

## 歴代監督
- ローワン・アレキサンダー (2000.11-2007.7)
- デイヴィー・アイアンズ (2007.7-2008)
- ミック・ワズワース（2008）

## 歴代所属選手
- エリク・パールタル 2006-2008
- オーレリアン・コリン 2007-2008
- カイル・ノートン 2008